# Xenodrome - Il circo dell'odio
Xenodrome - Il circo dell'odio è il secondo LP dell'Hardcore punk band della Spezia Fall Out.

## Formazione
- Renzo Daveti: voce
- Andrea Villa: chitarra
- Giuseppe De Ruggero: basso
- Giampaolo Vigna: batteria

## Brani
1. Kit per tagliare - 2:25
2. Tarantula - 4:38
3. Schizofrenia - 1:33
4. Tabula rasa - 3:35
5. Acciaiolandia - 4:30
6. Xenodrome - 3:40
7. Lemmings - 1:58
8. Minamata 56 - 4:04
9. 1000 rounds - 2:10
10. Sensoria planetaria - 7:16